# Yuta Watanabe (Basketballspieler)
Yuta Watanabe (japanisch 渡邊 雄太; * 13. Oktober 1994 in Yokohama) ist ein japanischer Basketballspieler.

## Werdegang
In seinem Heimatland spielte Watanabe für die Mannschaft der Schule Jinsei Gakuen. 2013 wechselte er in die Vereinigten Staaten und weilte in der Saison 2013/14 an der St. Thomas More School im Bundesstaat Connecticut. Von 2014 bis 2018 bestritt er während seines Studiums für die Mannschaft der George Washington University in Washington, D.C. 134 Spiele, in denen er es im Durchschnitt auf 10,9 Punkte brachte. In der Saison 2017/18 wurde Watanabe als bester Verteidiger der Atlantic 10 Conference ausgezeichnet.
Seinen ersten Vertrag als Berufsbasketballspieler unterzeichnete Watanabe im Juli 2018 bei der NBA-Mannschaft Memphis Grizzlies. Der Japaner wurde ebenfalls in der NBA G-League bei Memphis Hustle eingesetzt.
Im Dezember 2020 statteten ihn die Toronto Raptors, die einzige kanadische Mannschaft in der NBA, mit einem Vertrag aus. Bei den Brooklyn Nets erhielt er im Spieljahr 2022/23 mit durchschnittlich 16 Minuten je Begegnung die höchste Einsatzzeit seiner NBA-Zeit. Diese nutzte Watanabe zu einem Mittelwert von 5,6 Punkten, auch das war sein Bestwert in der nordamerikanischen Liga.
Im Juli 2023 wurde er von den Phoenix Suns verpflichtet. Phoenix gab ihn im Februar 2024 im Rahmen eines Spielertauschs an Memphis ab.
Watanabe kehrte im Sommer 2024 in sein Heimatland zurück und schloss sich den Chiba Jets an.

### Nationalmannschaft
Mit der japanischen Nationalmannschaft nahm er an den Olympischen Sommerspielen 2020 (ausgetragen 2021) und 2024, an den Weltmeisterschaften 2019 und 2023 sowie den Asienmeisterschaften 2013 und 2022 teil.